# Meninos de Queluz
Meninos de Queluz - Crônicas de Saudade é um livro de 1948 de autoria de João Baptista de Mello e Souza.
O livro ganhou notoriedade por contar a infância da família "Mello e Souza" em Queluz, sendo assim uma referência constante nos estudos sobre a vida de Julio César de Mello e Sousa, mais conhecido por Malba Tahan. Neste livro, por exemplo, descobre-se que Julio César, quando garoto, não era dos melhores alunos, nem em Português nem em Matemática.
O livro recebeu o Prêmio Joaquim Nabuco pela Academia Brasileira de Letras em 1948.